# Древнеперсидский календарь
Древнеперсидский календарь — лунно-солнечный календарь древней Персии, зафиксированный в древнеперсидских наскальных надписях Ахеменидских царей (IV—V вв. до н. э.). Календарь был синхронизирован с вавилонским. Год начинался в районе весеннего равноденствия в праздник, послуживший прообразом персидского Новруза, и состоял из 12 лунных синодических месяцев (по 29 или 30 дней), насчитывая таким образом около 354 дней. Для компенсации разницы с тропическим годом раз в шесть лет вставлялся тринадцатый месяц.
Предположительно в середине V в. до н. э. был сменён на солнечный календарь, построенный по египетскому образцу и послуживший основой для зороастрийского календаря.

## Имена месяцев
Древнеперсидские памятники не дают достаточно материала, и в дошедших до нас надписях содержатся названия только 8 месяцев из 12. К счастью, древнеперсидские имена месяцев зафиксированы в эламоязычных надписях ахеменидской эпохи.
|    | Соответствие юлианскому календарю | Древнеперсидское название | Эламская запись | Значение                        | Соответствующий вавилонский месяц |
| 1  | март-апрель                       | Ādukanaiša 𐎠𐎯𐎢𐎣𐎴𐎡𐏁        | Hadukannaš      | чистка каналов                  | Nīsannu                           |
| 2  | апрель-май                        | Θūravāhara 𐎰𐎢𐎼𐎺𐎠𐏃𐎼        | Turmar          | разгар весны                    | Ayyāru                            |
| 3  | май-июнь                          | Θāigraciš 𐎰𐎠𐎡𐎥𐎼𐎨𐎡𐏁        | Sākurriziš      | сборка чеснока                  | Sīmannu                           |
| 4  | июнь-июль                         | Garmapada 𐎥𐎼𐎶𐎱𐎭           | Karmabataš      | стояние жары                    | Du'ūzu                            |
| 5  | июль-август                       | *Drnabāǰiš 𐎭𐎼𐎴𐎲𐎠𐎪𐎡𐏁       | Turnabaziš      | сбор налога с урожая            | Ābu                               |
| 6  | август-сентябрь                   | *Kārapašiya 𐎣𐎠𐎼𐎱𐏁𐎡𐎹       | Karbašiyaš      | вязка колючек на топливо        | Ulūlū                             |
| 7  | сентябрь-октябрь                  | Bāgayādiš 𐎲𐎠𐎥𐎹𐎠𐎮𐎡𐏁        | Bakeyatiš       | почитание бога (вероятно Митры) | Tašrītu                           |
| 8  | октябрь-ноябрь                    | *Vrkazana 𐎺𐎼𐎣𐏀𐎴           | Markašanaš      | убийство волков                 | Arahsamna                         |
| 9  | ноябрь-декабрь                    | Āçiyādiya 𐎠𐏂𐎡𐎠𐎹𐎮𐎡𐎹        | Hašiyatiš       | почитание огня                  | Kisilīmu                          |
| 10 | декабрь-январь                    | Anāmaka 𐎠𐎴𐎠𐎶𐎣             | Hanamakaš       | безымянный                      | Tebētu                            |
| 11 | январь-февраль                    | *Θavayauvā 𐎰𐎺𐎹𐎢𐎺𐎠         | Samiyamaš       | лютый                           | Šabāţu                            |
| 12 | февраль-март                      | Viyax(a)na 𐎻𐎡𐎹𐎧𐎴          | Miyakannaš      | выкапывание                     | Addāru                            |